# Micrastur gilvicollis
Il falco di foresta golagrigia (Micrastur gilvicollis (Vieillot, 1817)) è un uccello rapace della famiglia dei Falconidi.

## Descrizione
È un rapace di media taglia, lungo 33–38 cm, con un'apertura alare di 51–60 cm e un peso medio di circa 200 g.

## Distribuzione e habitat
La specie è diffusa nella parte nord-occidentale dell'Amazzonia.